# Razborca
Razborca – wieś w Słowenii, w gminie Mislinja. W 2018 roku liczyła 114 mieszkańców.